# Bright Young Things

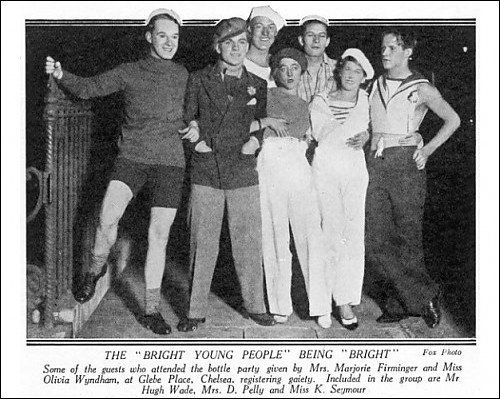
The „Bright Young People“ Being „Bright“. Zeitungsbericht aus den 1930er Jahren

Bright Young Things (deutsch: helle junge Dinger; auch bekannt als Bright Young People, helle junge Leute) war eine Gruppe junger englischer Aristokraten und Bohemiens in der Zeit nach dem Ersten Weltkrieg. Der Schriftsteller Evelyn Waugh beschrieb die Gruppe als „kosmopolitisch, kunstvernarrt, wohlerzogen und bisweilen bizarr theatralisch“. Sie pflegten einen dekadenten Lebensstil mit wilden Kostümpartys, turbulenten Schatzjagden durch das nächtliche London, Sex, Alkohol und Drogenkonsum. Sie frequentierten Cocktailbars und Jazzclubs und erfanden Bottle Partys, bei denen jeder eine Flasche mit alkoholischen Getränken mitbringen musste.
Die Boulevardpresse war begeistert von den Aktivitäten der Bright Young Things, die ihr Storys und Leserschaft verschafften. In der Presse wurde auch der griffige Ausdruck „Bright Young Things“ geprägt.
2003 verfilmte Stephen Fry den Roman Vile Bodies (1930) von Evelyn Waugh, in dem das Treiben der Bright Young Things (so auch der Titel des Films) beschrieben wird. Nancy Mitford nahm sich in ihrem Roman Love in a Cold Climate (1949) Stephen Tennant als Vorbild, der „the brightest of the bright young things“ genannt wurde.

## Bekannte Mitglieder der Bright Young Things (Auswahl)
- Cecil Beaton (1904–1980), britischer Fotograf, Bühnenbildner und Grafiker
- John Betjeman (1906–1984), britischer Dichter, Publizist und Journalist
- Brenda Dean Paul (1907–1959), britische Stummfilm-Schauspielerin
- Loelia Lindsay (1902–1993), britische Adlige
- Nancy Mitford (1904–1973), britische Schriftstellerin
- Stephen Tennant (1906–1987), britischer Exzentriker und Vorbild literarischer Figuren
- Evelyn Waugh (1903–1966), britischer Schriftsteller